# Звольский, Сергей Адамович
Сергей Адамович Звольский (род. 22 июня 1963, Калиновка, Чкаловский район, Кокчетавская область, Казахская ССР, СССР) — казахстанский сельскохозяйственный деятель, депутат Мажилиса Парламента Республики Казахстан VI созыва (2016—2021).

## Биография
Трудовую деятельность начал в 1985 году комбайнером бригады совхоза имени Абая Чкаловского района Кокчетавской области. В 1985—1987 годах служил в Советской армии.
1989—1995 гг. — заведующий машинно-тракторной мастерской, главный инженер совхоза имени Абая.
1995—1998 гг. — председатель коллективного предприятия имени Абая.
1998—2016 гг. — директор крестьянского хозяйства С. А. Звольский.
2002—2016 гг. — директор ТОО «Астык-STEM».
2008—2016 гг. — директор ТОО «Астык-Караагаш».
В 2003—2011 годах — депутат Тайыншинского районного маслихата.
С марта 2016 по январь 2021 — депутат Мажилиса Парламента Республики Казахстан VI созыва от партии «Нур Отан».

## Награды
- Орден «Трудовая слава» (Казахстан) II степени
- Орден «Курмет»
- Медаль «10 лет Астане»
- Медаль «За укрепление парламентского сотрудничества» (27 ноября 2020 года, Межпарламентская ассамблея СНГ) — за особый вклад в развитие парламентаризма, укрепление демократии, обеспечение прав и свобод граждан в государствах — участниках Содружества Независимых Государств[3]
- Почётная грамота Совета МПА СНГ (29 ноября 2018 года, Межпарламентская ассамблея СНГ) — за активное участие в деятельности Межпарламентской  Ассамблеи и её органов, вклад в укрепление дружбы между народами государств — участников Содружества Независимых Государств[4]